# Maria Ficzay
Maria Mihaela Ficzay (Ocna Șugatag, 8 novembre 1991) è una calciatrice rumena, difensore del Fortuna Hjørring e della nazionale rumena.
Per la prima parte della carriera ha giocato per numerose stagioni nel campionato rumeno, dove con le maglie del Clujana e dell'U Olimpia Cluj ha ottenuto cinque titoli nazionali e due coppe di Romania, trasferendosi in seguito alle polacche del Medyk Konin, ottenendo anche qui due campionati e due coppe di categoria.

## Carriera

### Club
Prima di avvicinarsi al calcio, all'età di dieci anni Ficzay inizia l'attività agonistica con l'atletica leggera, allenata dallo zio Nelu Hotea che la convince a tesserarsi con il Tisa Sighet, società con la quale veste la maglia nelle sue formazioni giovanili giocando con i maschietti.
Pochi mesi più tardi Ficzay segue la squadra in un torneo a Sighetu Marmației dove viene notata da Mirel Albon, il tecnico del Clujana, l'allora squadra campione di Romania di calcio femminile, che dopo un periodo di prova la convinse a sottoscrivere un contratto e a trasferirsi, allora quindicenne, a Cluj-Napoca.
Dopo aver giocato nelle sue giovanili ben presto viene aggregata alla prima squadra; il 4 settembre 2008 fa il suo debutto internazionale in UEFA Women's Cup, in occasione della prima fase a gironi dell'edizione 2008-2009, nell'incontro vinto per 6-0 sulle nordirlandesi del Glentoran Belfast Utd. Alla sua prima stagione condivide con le compagne la vittoria del settimo titolo nazionale di campione di Romania, mentre nel campionato successivo la squadra giunge terza e disputa, perdendola, la finale di Coppa di Romania.
Nell'estate del 2010 Mirel Albon decide di fondare una nuova società, l'U Olimpia Cluj, alla quale Ficzay si è unita con sette delle sue compagne di squadra. Dal momento che a quel tempo in Romania non esisteva ancora un campionato di seconda divisione femminile, fin dall'esordio la squadra venne iscritta alla Liga I e già al suo primo campionato, con Ficzay capitano, centra il suo primo titolo di Campione di Romania, acquisendo così l'accesso alla UEFA Women's Champions League 2011-2012. Superata la prima fase di qualificazione a punteggio pieno, ai sedicesimi di finale l'Olimpia Cluj trova le francesi dell'Olympique Lione, campionesse in carica, subendo due sconfitte e la conseguente eliminazione dal torneo. Rimane con la società di Cluj-Napoca fino al termine della stagione 2014-2015, collezionando due double campionato-coppa nelle stagioni 2011-2012 e 2012-2013, più altri due titoli di Campione di Romania.
Durante il calciomercato estivo 2015 si trasferisce al Medyk Konin, per giocare per la prima volta un campionato, quello polacco, fuori dal territorio nazionale. Rimane con la società di Konin per quattro stagioni, ottenendo anche qui due campionati e due coppe di categoria e giocando in UEFA Women's Champions League per le tre stagioni successive e accedendo sempre ai sedicesimi di finale prima di essere eliminate, due volte dall'Olympique Lione e una dalle italiane del Brescia.

### Nazionale
Ficzay inizia ad essere convocata dalla Federcalcio rumena (FRF) fin dal 2007, vestendo inizialmente la maglia della formazione Under-19 con la quale fa il suo esordio in una competizione ufficiale UEFA il 29 settembre di quell'anno, durante l'incontro vinto dalla Romania 2-0 sulle avversarie della Portogallo, partita valida per il primo turno per le qualificazioni al campionato europeo di Francia 2008. Nelle edizioni seguenti ne indossa anche la fascia di capitano.
Del 2009 è la sua prima convocazione con la nazionale maggiore, dove debutta in amichevole, per poi essere inserite dal CT Maria Delicoiu nella rosa della squadra che disputa le qualificazioni al Mondiale di Germania 2011. Il suo debutto in un torneo ufficiale è del 27 marzo 2010, nell'incontro vinto 5-0 con el avversarie della Bosnia ed Erzegovina. In seguito viene convocata con regolarità, impiegata nelle successive qualificazioni ai Mondiali di Canada 2015 e Francia 2019 e di quelle agli Europei di Svezia 2013, dove il 23 novembre 2011 sigla la sua prima rete nella vittoria per 2-1 sulla Turchia, e Paesi Bassi 2017.

## Palmarès

### Club
- Campionato rumeno: 5

Clujana: 2008-2009
Olimpia Cluj: 2011-2012, 2012-2013, 2013-2014, 2014-2015
- Campionato polacco: 2

Medyk Konin: 2015-2016, 2016-2017
- Campionato danese: 1

Fortuna Hjørring: 2024-2025
- Coppa di Romania femminile: 2

Olimpia Cluj: 2011-2012, 2012-2013
- Coppa di Polonia femminile: 3

Medyk Konin: 2015-2016, 2016-2017, 2018-2019